# BUTEC
Le British Underwater Test and Evaluation Centre (BUTEC) (en français : Centre britannique d'essais et d'évaluation sous-marins) est une zone d'essais et d'évaluation militaires sous-marine située dans le Détroit intérieur entre l'île de Raasay et la péninsule d'Applecross, sur la côte nord-ouest de l'Écosse.
BUTEC est exploité par le sous-traitant QinetiQ pour le compte du ministère de la Défense et de la Royal Navy. La zone est utilisée pour mesurer le bruit des navires de surface et des sous-marins et pour tester diverses armes et capteurs.

## Historique
BUTEC a été créé dans le Détroit intérieur par le ministère de la Défense dans les années 1970, en raison de son fond marin souple et de ses faibles niveaux de perturbation acoustique. Les arrêtés britanniques de 1975 sur les essais et les évaluations des sous-marins britanniques sont entrés en vigueur le 1er septembre 1975. Les arrêtés interdisaient au public l'accès à certaines zones de terre en tout temps et à la zone de portée marine lorsqu'elle était utilisée par l'armée pour des tirs, la conduite et le largage de véhicules sous-marins et torpilles et pour toutes les activités auxiliaires.
En 2002, il y eut une controverse lorsqu'un test sonar de haute puissance a été effectué sur la zone. Le sonar avait été accusé de la mort de baleines et de dauphins et avait été interdit aux États-Unis.

## Site
La zone BUTEC s'étend sur 10 km de long et 6 km de large, avec une profondeur d’eau comprise entre 175 et 200 m.
Une zone de danger aérien peut être activée pour couvrir toute la plage si nécessaire. La zone fournit un environnement sûr et contrôlé pour une variété d'essais et d'activités d'entraînement, y compris des explosifs, des armes et des cibles en l'air, en surface et sous la surface.
Le site se compose d'une zone de bruit située à l'est de l'île de South Rona et d'une zone de test de torpilles située au centre de l'Inner Sound, entre l'île de Raasay et celle d'Applecross sur le continent. La zone de bruit est d'environ un kilomètre de long et divisée en blocs de 50 mètres de large (étiquetés de A à Z) dans lesquels se trouve un grand nombre de capteurs. Un sous-marin doit traverser ceux du milieu de la zone (blocs M ou N) à plusieurs reprises pendant que l'équipe scientifique à terre de Rona analyse le son du sous-marin. Si le submersible n'obtient pas la signature auditive attendue, il n'a pas le droit de participer à des patrouilles actives.

## Opérations

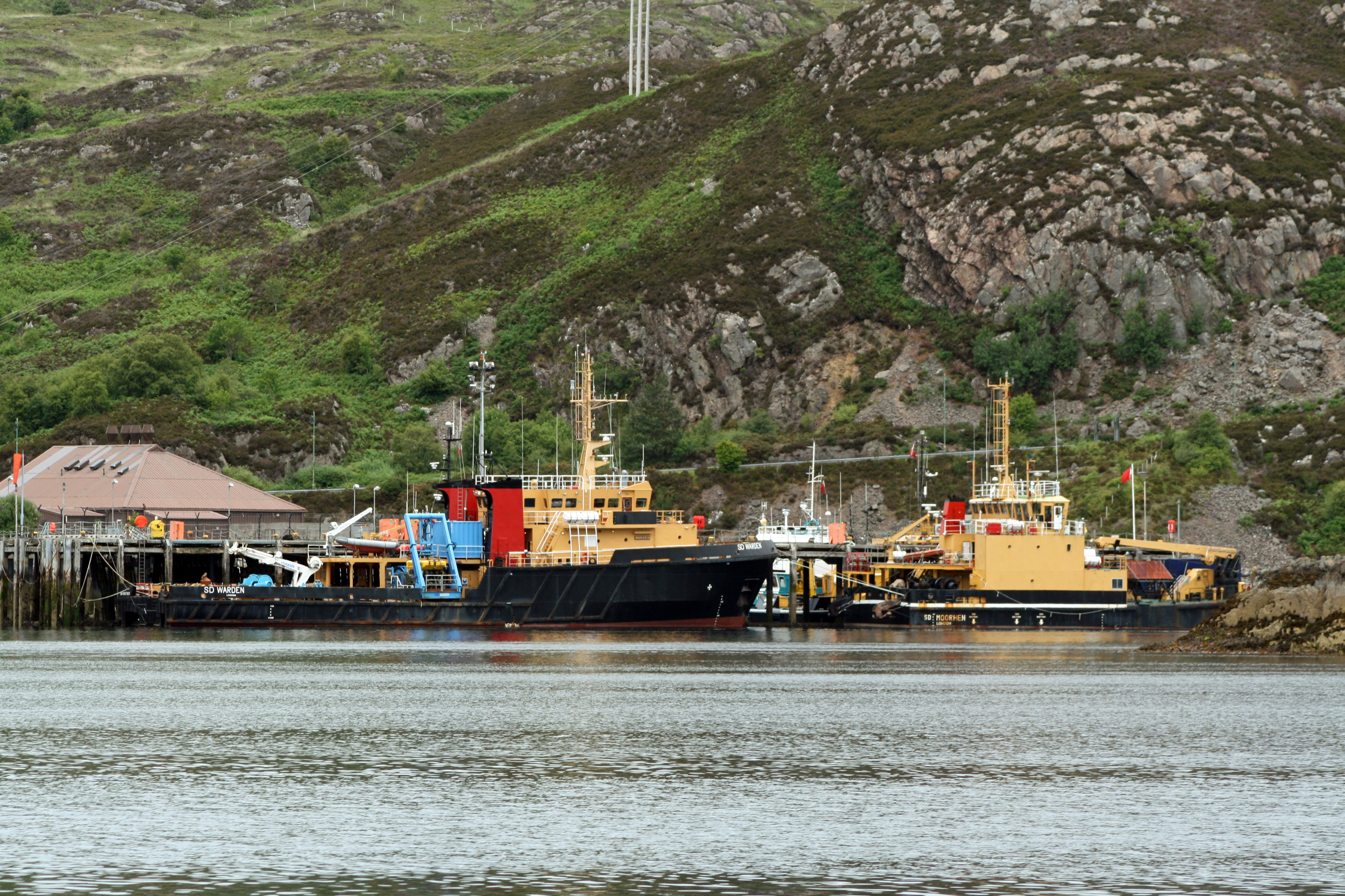
Base de soutien au rivage, Kyle of Lochalsh

Le bâtiment de contrôle de la zone (y compris la jetée et l'héliport) est situé à l'extrémité est de la plage, à proximité du site archéologique de Sand, à environ 6 kilomètres au nord de Applecross. Les installations périphériques pour la zone de bruit sont situées sur l'île de Rona. Le principal centre logistique et administratif est situé sur la base de soutien côtier, à Kyle of Lochalsh.
La zone d’essai des torpilles est régie par des règlements qui interdisent toute activité sous-marine aux pêcheurs, les activités de chalutage sont également interdites dans l’ensemble de la zone de Inner Sound.
Les prochaines activités de la zone sont publiées dans le journal local West Highland Free Press. Lors des tirs, des navires de sécurité sont placés autour de la zone de tir. Les tirs sont effectués par des sous-marins, des hélicoptères, des avions et des bateaux. Les torpilles sont équipées d'un équipement de suivi et de mesure acoustique à la place des ogives. D'autres essais sont effectués ici, tels que l'utilisation de sonars et les exercices pour des chasseurs de mines.